# Arcidiecéze Lecce
Arcidiecéze Lecce (latinsky Archidioecesis Lyciensis) je římskokatolická metropolitní diecéze v Itálii, která je součástí Církevní oblasti Apulie. Katedrálním kostelem je dóm Nanebevzetí P. Marie v Lecce. Současným arcibiskupem v Lecce je Angelo Raffaele Panzetta.